# Madras (tkanina)

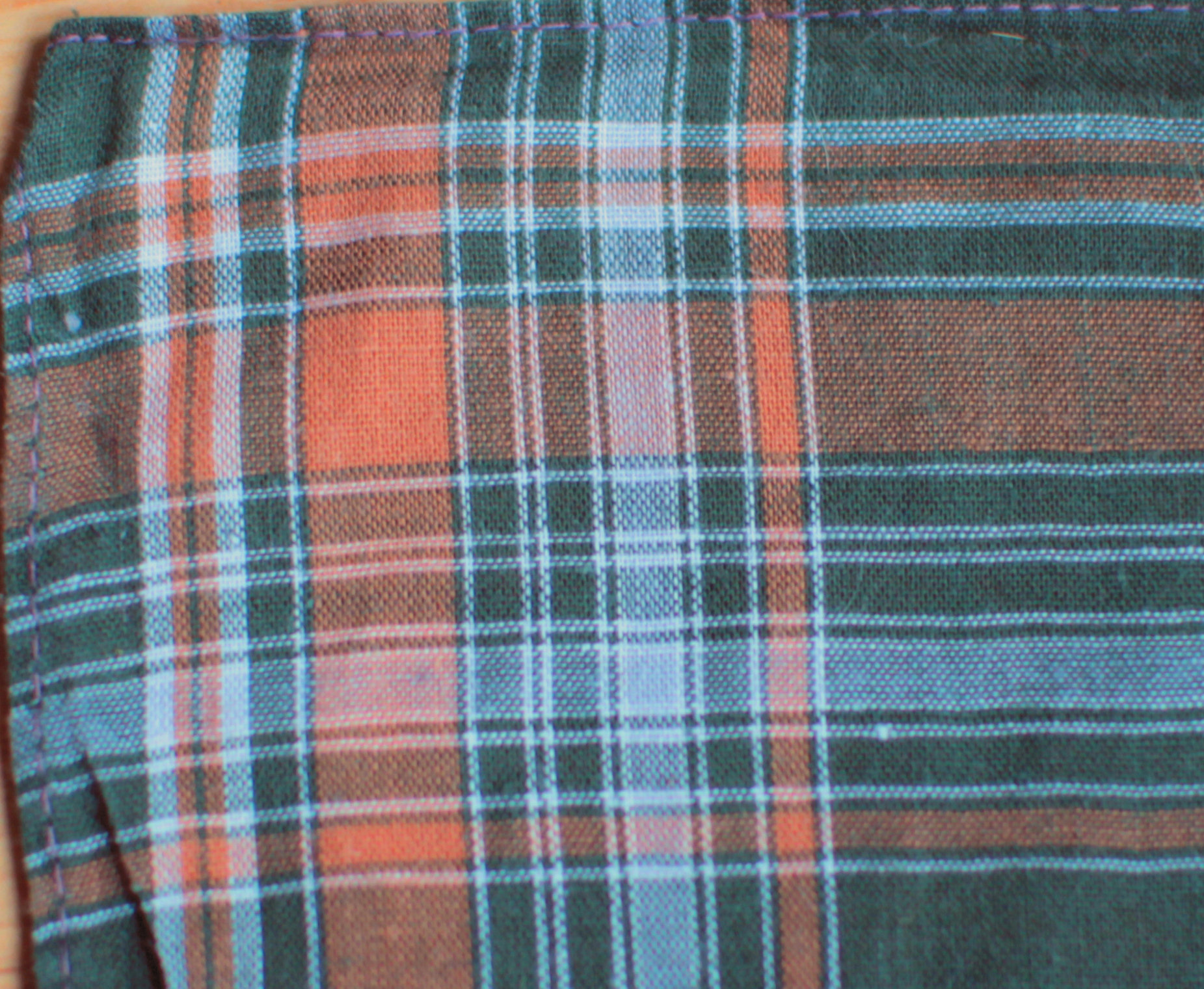
Část kapesníku s madrasovým kárem

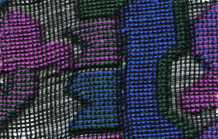
Vzorek bagdadu z roku 1933

Madras (angl.: madras cloth) je tkanina původně vyráběná jako záclonovina v perlinkové nebo nepravé perlinkové vazbě, podobná gázu.
Vedle základního útku se zatkával jeden nebo i více dalších útků, kterými se tkanina vzorovala na způsob brožování nebo lancé. Brožovaný madras s plátnovou vazbou základní tkaniny se nazýval bagdad (viz dolní snímek).
Nejstarší zmínky o madrasu pocházejí z 12. století, kdy se tato gázová, ručně tkaná textilie dovážela (z Madrásu, dnešního Čennaí) do Afriky a na Blízký Východ. 
Některé odborné publikace popisují madras jako porézní bavlnářskou tkaninu v plátnové vazbě obsahující nestejnoměrné příze.
- V současné době (na začátku 21. století) je tato tkanina známá především jako madras káro (nebo madrasové káro). Je to pestře tkaný výrobek v plátnové vazbě s károvým vzorem bez bílého podkladu. Používá se na košile, halenky, šaty a dekorace. [1]
- Madrasový pruh se vyznačuje nepravidelnými různobarevnými pruhy oddělenými černým kontrastním pruhem (podkladem). [5]

Podle jiné definice: Tkanina, nejčastěji bavlnářská, se vyznačuje různobarevnými pruhy, které působí zapraným dojmem. Podklad pruhů je nevýrazně bílý.